# Фридрих Вилхелм Йозеф Шелинг
Фридрих Вилхелм Йозеф Шелинг (на немски: Friedrich Wilhelm Joseph Schelling) е немски философ. Един от представителите на класическия немски идеализъм, заедно с Георг Хегел и Йохан Готлиб Фихте.

## Биография
Роден е на 27 януари 1775 г. в Леонберг, Германия. От 1790 до 1795 г. следва философия, филология и теология в Тюбингенския университет, където е състудент с Хегел и Хьолдерлин. Забележителен е фактът, че получава позволение да бъде приет в университета едва на 15 годишна възраст, въпреки че няма навършените нужни 20 години, за да постъпи. След две години обучение, през октомври 1798 г. на 23-годишна възраст, Шелинг бил призован към университета в Йена като изключителен (т.е. неплатен) професор по философия. Шелинг бил в близък контакт с Йохан Волфганг фон Гьоте, който оценява поетичното качество на натурфилософията, четейки Von der Weltseele. Като министър-председател на херцогство Сакс-Ваймар Гьоте поканил Шелинг в Йена. От друга страна, Шелинг не бил съпричастен към етичния идеализъм, присъщ за работата на Фридрих Шилер, другия стълб на Ваймарския класицизъм. По-късно, в Шорлинг (Vorlesung über die Philosophie der Kunst) (Лекция за философията на изкуството, 1802/03), разглежда теорията на Шилер за възвишеното.
Свързва го близко приятелство с Гьоте, Новалис, Фихте, Шилер, Шлайермахер и братя Шлегел. През 1800 г. издава най-популярното си съчинение „Система на трансценденталия идеализъм“. Заедно с Хегел издават „Критическо списание за философия“ (1802-1803). След Йена Шелинг е професор по философия във Вюрцбург (1803-1806). След това се мести да живее в Мюнхен, където е назначен за ръководител на философската катедра и главен секретар на баварската Академия за изящни изкуства.
Работи в университета в Ерланген (1820-1826), а от 1841 г. по покана на крал Фридрих Вилхелм IV става професор в Берлинския университет. Сред слушателите на неговите лекции са Сьорен Киркегор, Фридрих Енгелс, Михаил Бакунин, Фердинанд Ласал, Якоб Буркхарт, Йохан Дройзен, Лоренц Окен, Петър Берон и др.
Умира на 20 август 1854 г. в Бад Рагац, Швейцария.

### Мюнхенски период
През 1806 г. Шелинг става ръководител на катедрата по философия в Университет „Лудвиг Максимилиан“ в Мюнхен, както и главен секретар на баварската Академия за изящни изкуства. Същевременно приема католицизма. 
По време на продължителния престой в Мюнхен (1806–1841) литературната дейност на Шелинг постепенно се възпира. Възможно е причината за това да е именно силата и влиянието на хегеловата система, които ограничават Шелинг, тъй като едва през 1834 г., след смъртта на Хегел, в предговора към превод на Хюбърт Бекерс от Виктор Кузен, той прави публично изказване за антагонизма, в който се придържа към хегелианството, и на собственото си по-ранно схващане за философията. Антагонизмът не е нещо ново; Лекциите в Ерланген относно историята на философията от 1822 г. изразяват същото по сходен начин, а Шелинг вече е започнал разглеждането на митологията и религията, които според него представляват истинските положителни допълнения към негативната логическа или спекулативна философия.
Без да напуска официалната си позиция в Мюнхен, той изнеся лекции за кратко в Щутгарт (Stuttgarter Privatvorlesungen [частни лекции в Щутгарт], 1810) и седем години в Университета в Ерланген (1820-1827). През 1809 г. жена му Каролин умира, точно преди да публикува Freiheitschrift - последната книга, която успява да публикува преживе. Три години по-късно Шелинг се жени за една от най-близките приятелки на жена си - Полин Готер, в която намерил верен спътник и утеха.

### Берлински период
Общественото внимание е силно привлечено от тези неясни намеци за нова система, която обещава нещо по-позитивно, особено в отношението към религията, отколкото очевидните резултати от учението на Хегел. Появата на критики от личности като Дейвид Фридрих Щраус, Лудвиг Фойербах и Бруно Бауер и очевидното разединение в самата хегелианска школа изразяват нарастващото отчуждение от доминиращата тогава философия. В Берлин, щаб-квартирата на хегеляните, това се изразява в опити да се получи официално от Шелинг въвеждането на новата система, която той има разработена. Осъществяването на желанието се случило чак през 1841 г., когато назначаването на Шелинг за пруски личен съветник и член на Берлинската академия, му дава право, което също е и изискано от него, да изнася лекции в университета. През 1845 г. преустановява предоставянето на всякакви публични курсове.
Може би както никой друг философ, Шелинг започва да публикува значителни произведения още в юношеските си години и бързо се налага на вниманието на съвременниците си. Към най-ранните му творби, написани под силното влияние на Фихте, спадат „За възможността на една форма на философията изобщо“ („Über die Möglichkeit einer Form der Philosophie überhaupt“, 1794), „За „аза“ като принцип на философията“ („Vom Ich als Prinzip der Philosophie“, ' 1795), „Философски писма за догматизма и критицизма“ („Philosophische Briefe über Dogmatismus und Kritizismus“, 1796) и др. Като разчупва рамките на субективния идеализъм на Фихте, Шелинг развива своя натурфилософия в „Идеи за една философия на природата“ („Ideen zu einer Philosophie der Natur“, 1797), „За световната душа“ („Über die Weltseele“, 1798), „Първи проект за една система на натурфилософията“ („Erster Entwurf eines Systems der Natuiphilosophie“, 1799) и др. Своеобразен синтез, взаимопроннкване на фихтеанството и натурфилософията, е „Система на трансценденталния идеализъм“ („System des transzendentalen Idealismus“, 1800). C „Изложение на моята философска система“ („Darstellung meines Systems der Philosophie“, 1801) Шелинг навлиза истински в своята философия на тъждеството, разработена също в „Бруно, или за божествения и естествения принцип на нещата“ („Bruno oder über göttliche und natürliche Prinzip der Dinge“, 1802), „Лекции за метода на академичното обучение“ („Vorlesungen über die Methode des akademischen Studiums“, 1803), в издаването на Шелинг и Хегел „Критическо списание по философия“ („Kritisches Journal der Philosophie“, 1802-1803), в лекциите по философия на изкуството и др. След раздялата с Хегел през 1803 г. във философското мислене на Шелинг започват лека-полека да се налагат упадъчни тенденции, той попада под влиянието на Бьоме и Баадер и в последна сметка завършва със своята философия на митологията и откровението. В тази поредица могат да се споменат неговите работи „Философия и религия“ („Philosophie und Religion“, 1804), „Философски изследвания за същността на човешката свобода“ („Philosophische Untersuchungen über das Wesen der menschlichen Freiheit“, 1809), „Ерите на света“ („Die Weltalter“, 1803), „За божествата на Самотраки“ („Über die Gottheiten von Samothrake“, 1815), „Антропологичната схема“ („Das anthropologische Schema“, 1840) и други.

## Съчинения
- „Философски писма за догматизма и критицизма“ (1795)
- „Идеи за една философия на природата“ (1797)
- „За световната душа“ (1798)
- „Първи проект за една система на натурфилософията“ (1799)
- „Система на трансценденталния идеализъм“ (1800), (София: Наука и изкуство, 1983)
- „Изложение на моята философска система“ (1801), (София: Наука и изкуство, 1989)
- „Бруно“ (1802)
- „Философия на изкуството“ (1802-1805), (София: Наука и изкуство, 1980)
- „Лекции за метода на академичното обучение“ (1803)
- „Философски изследвания върху същността на човешката свобода“ (1809)
- „Възрастите на света“ (1811)
- „Божествата на Самотраки“ (1815)
- „Основи на позитивната философия“ (1832)
- „Към история на модерната философия“ (1833-1834)
- „Философия на откровението“ (1841-1842)
- „Философия на митологията“ (1842)

## За него
Биографии и въведения във философията му
- Hans Michael Baumgartner, Harald Korten: Friedrich Wilhelm Joseph Schelling. Beck, München 1996, ISBN 3-406-38935-X.
- Michaela Boenke (Hrsg.), Schelling. dtv, München 2001, ISBN 3-423-30695-5
- Walter E. Ehrhardt, Friedrich Wilhelm Joseph Schelling. In: Theologische Realenzyklopädie, Bd. 30 (1999), S. 92–102.
- Manfred Frank, Eine Einführung in Schellings Philosophie. (Suhrkamp-Taschenbuch Wissenschaft; 520). Suhrkamp, Frankfurt a. M. 1985.
- Werner E. Gerabek, Friedrich Wilhelm Joseph Schelling und die Medizin der Romantik. Studien zu Schellings Würzburger Periode, Frankfurt am Main, Berlin, Bern, New York, Paris und Wien: Peter Lang. Europäischer Verlag der Wissenschaften 1995 (= Europäische Hochschulschriften. Reihe 7, Abt. B, 7).
- Arsenij V. Gulyga, Schelling. Leben und Werk. Aus dem Russischen übertragen von Elke Kirsten. Deutsche Verlags-Anstalt, Stuttgart 1989, ISBN 3-421-06493-8.
- Reinhard Hiltscher, Stefan Klingner (Hrsg.), Friedrich Wilhelm Joseph Schelling, Wissenschaftliche Buchgesellschaft, Darmstadt 2012
- Wilhelm G. Jacobs, Schelling lesen. legenda 3, Verlag Frommann-Holzboog, Stuttgart-Bad Cannstatt 2004, ISBN 3-7728-2240-1.
- Jochen Kirchhoff, Friedrich Wilhelm Joseph von Schelling. Mit Selbstzeugnissen und Bilddokumenten. Rowohlt, Reinbek 1988, ISBN 3-499-50308-5.
- Gustav Leopold Plitt (Hrsg.), Aus Schellings Leben in Briefen, Leipzig: Hirzel 1869–1870 (Digitalisate: Band 1, Band 2).
- Xavier Tilliette, Schelling: Biographie. Aus dem Franz. v. S. Schaper. Klett-Cotta, Stuttgart 2004, ISBN 3-608-94225-4.
- Franz Josef Wetz, Friedrich W. J. Schelling zur Einführung. Junius, Hamburg 1996, ISBN 3-88506-939-3.
- Цацов, Димитър. Класическият немски идеализъм. Въведение. Велико Търново, Университеско издателство „Св.св. Кирил и Методи“, 2016, ISBN 978-619-208-070-9